# キダチトウガラシ
キダチトウガラシ（木立唐辛子; 学名: Capsicum frutescens）は多様性のある様々な栽培品種を含むトウガラシ属の一種。
リンネの『植物の種』(1753年) で記載された植物の一つである。
日本では沖縄に帰化しており、伊豆諸島の八丈島にも栽培される。高さは大きなもので4メートル (m) にもなり、幹径も10センチメートル (cm) ほどになる。果実（唐辛子）は小粒で、沖縄のものは島唐辛子の名で流通している。栽培品種で有名なものではタバスコペッパーがあり、「タバスコ」はメキシコの地方や町の名前でもあるが、ユカタン半島の方言で湿地を意味する。

## 主な栽培品種
- マラゲータペッパー（英語版）C. f. var. malagueta
- ピリピリ C. f. var. red devil
- タバスコペッパーC. f. var. tabasco
- 島唐辛子（南西諸島）
- 硫黄島唐辛子（伊豆諸島・小笠原諸島）
- プリッキーヌ（Prik Kee Noo/Prik Ki Nu） - タイで栽培される唐辛子の一種で、実は小さいが強烈な辛さ (7万 SHU) をもつ。カレー、サラダ、トムヤムクンなどに使われる。[6]
- チャベラヴィット（インドネシア語版）（インドネシア）
- シリンラブヨ（英語版）（フィリピン）